# Andrea Rabagliati
Pour les articles homonymes, voir Rabagliati.
Andrea Carlo Francisco Rabagliati, né en 1843 à Édimbourg en Écosse et mort le 7 décembre 1930 à Bradford en Angleterre, est un médecin et auteur de livres sur les pratiques diététiques.

## Biographie
Andrea Rabagliati naît en 1843 à Édimbourg. Il est le fils de Giacomo Rabagliati, un réfugié politique italien, et de Caroline Kinnison. Giacomo figure pour la première fois dans un article du journal Scotsman en décembre 1827, offrant ses services en tant que professeur de français, d'italien et d'espagnol. Scotsman a déclaré, "il suffit de dire qu'il (Giacomo) est expatrié d'Italie pour avoir porté les armes pour la défense des libertés de son pays, et cherche un asile et un cadre pour l'exercice de ses talents dans la ville".
Andrea, diplômée d'une maîtrise ès lettres de l'université d'Édimbourg, passe quelque temps à Demerara dans ce qui alors la Guyane britannique, puis arrive à Bradford en tant que jeune chirurgien à la Royal Infirmary. Il est engagé en tant que membre du Collège royal des chirurgiens d'Édimbourg (FRCSE). Il vit à Whinbrae, Ben Rhydding, dans le Yorkshire en Angleterre.
Il épouse Helen Priscilla McLaren, fille de Duncan McLaren et de Priscilla Bright McLaren (sœur de John Bright), le 25 mai 1877. Elle est présidente de la Ben Rhydding Women's Unionist Association pendant 28 ans et du Wharfedale Conservative Women's Club pendant plusieurs années après la Première Guerre mondiale. Le couple a cinq enfants dont Euan Rabagliati, Duncan Silvestro Rabagliati (Ordre de l'Empire britannique), Catherine Rabagliati (5e classe dans l'Ordre de l'Empire britannique) (maire de Paddington) et Herman Victor Rabagliati.
Andrea Rabagliati meurt le 7 décembre 1930.

## Alimentation
Andrea Rabagliati est décrit comme un défenseur de la médecine alternative et de la « cure de la nature ». La biographe Carole Seymour-Jones relève que dans son livre Air, Food and Exercise, Andrea décrit comment «le cancer, la grippe, la pneumonie et presque toutes les maladies modernes pouvaient être guéris par l'alimentation».
Végétarien convaincu, Andrea privilégie deux repas par jour, avec huit heures d'intervalle. L'une de ses patientes notables est Beatrice Webb. On lui prescrit un régime de lait et de soupe avec deux onces de riz pendant quelques semaines. Elle est influencée par ce régime et se convertit au végétarisme. Andrea Rabagliat croit que les gens peuvent prolonger leur vie de quinze ans en suivant son régime.
Rabagliati a quelques idées "peu orthodoxes", croyant par exemple, que l'énergie et la chaleur du corps ne proviennent d'aucune source alimentaire. Au lieu de cela, il émet l'hypothèse que les humains obtiennent «l'énergie vitale» en dormant. Il écrit un livre à ce sujet en 1907 et rédige l'introduction de l'ouvrage Vitality, Fasting and Nutrition de Hereward Carrington, qui expose ces idées. Une critique dans le Edinburgh Medical Journal, suggère qu'il préconise une «forme modifiée de vitalisme ». Son livre de 1907 fait l'objet de moqueries dans le Scottish Medical and Surgical Journal, qui commente « nous avons des doutes quant à savoir s'il faut prendre ce livre au sérieux ou non. Si c'est le cas, il s'agit d'une des meilleures blagues scientifiques perpétrées pendant de nombreuses journées ».

## Publications
- Aphorisms, Definitions, Reflections, and Paradoxes, Medical, Surgical and Dietetic (1901), Bailliere, Tindall and Cox, 291p
- Air, Food and Exercises;: An Essay on the Predisposing Causes of Disease (1904, 3rd Edition)
- The Functions of Food in the Body: Does Either Bodily Energy or Bodily Heat Come From the Food? (1907), Elliot Stock, London, 46p
- Conversations With Women Regarding their Health and that of their Children (1912), C.W.Daniel, London, 318p
- Initis Or Nutrition and Exercises (1930, 2nd Edition), C. W. Daniel Company, London, 200p
- Towards Life: Happy, Healthy, Efficient (1923), C. W. Daniel Company, London, 224p,  (ISBN 0-85207-031-4)
- A Catechism of Health (1928) C. W. Daniel Company, London.
- A New Theory of Energy (Paperback)  (2005 reprint), Kessinger Publishing, 48p,  (ISBN 1-4253-2521-1)